# Xã Lake, Quận Wood, Ohio
Xã Lake (tiếng Anh: Lake Township) là một xã thuộc quận Wood, tiểu bang Ohio, Hoa Kỳ. Năm 2010, dân số của xã này là 10.972 người.